# Amietophrynus funereus
Amietophrynus funereus (tên thông thường tiếng Anh là Angola toad hoặc somber toad) là một loài cóc thuộc họ Bufonidae.
Loài này có ở Angola, Burundi, Cộng hòa Congo, Cộng hòa Dân chủ Congo, Gabon, Rwanda, và Uganda.
Môi trường sống tự nhiên của chúng là rừng ẩm vùng đất thấp nhiệt đới hoặc cận nhiệt đới và sông ngòi.
Chúng hiện đang bị đe dọa vì mất nơi sống.